# (12225) Yanfernández
12225 Yanfernandez (1985 PQ) – planetoida z grupy pasa głównego asteroid okrążająca Słońce w ciągu 3,29 lat w średniej odległości 2,21 j.a. Odkryta 14 sierpnia 1985 roku.